# Cetrelia
Cetrelia  W.L. Culb. & C.F. Culb. (nibypłucnik) – rodzaj grzybów z rodziny tarczownicowatych (Parmeliaceae). Ze względu na współżycie z glonami zaliczany jest do porostów. W Polsce występuje jeden gatunek.

## Systematyka i nazewnictwo
Pozycja w klasyfikacji według Index Fungorum: Parmeliaceae, Lecanorales, Lecanoromycetidae, Lecanoromycetes, Pezizomycotina, Ascomycota, Fungi.
Nazwa polska według Krytycznej listy porostów i grzybów naporostowych Polski.

## Niektóre gatunki
- Cetrelia cetrarioides (Delise) W.L. Culb. & C.F. Culb. 1968)
- Cetrelia chicitae (W.L. Culb.) W.L. Culb. & C.F. Culb. 1968
- Cetrelia monachorum (Zahlbr.) W.L. Culb. & C.F. Culb. 1977
- Cetrelia olivetorum (Nyl.) W.L. Culb. & C.F. Culb. 1968 – nibypłucnik wątpliwy
- Cetrelia rhytidocarpa (Mont. & Bosch) Lumbsch 1988

Wykaz gatunków (nazwy naukowe) na podstawie Index Fungorum. Obejmuje on tylko gatunki zweryfikowane o potwierdzonym statusie. Nazwy polskie według checklist